# Левитан, Ефрем Павлович
Ефре́м Па́влович Левита́н (12 июля 1934, Днепропетровск — 31 марта 2012, Москва) — советский и российский астроном — учёный, педагог и писатель. Действительный член Российской академии космонавтики, Международной академии информатизации, РАЕН, доктор педагогических наук, Заслуженный работник культуры РСФСР (1992), заместитель главного редактора журнала «Земля и Вселенная», один из самых известных отечественных популяризаторов астрономии

## Биография
Родился 12 июля 1934 года в Днепропетровске, УССР.
В 1954 году начал работать учителем физики и астрономии в московской школе № 125.
В 1955 году окончил с отличием физико-математический факультет МГПИ им. Потёмкина. Затем служил в Советской армии.
С 1964 года один из создателей и бессменный руководитель редакции журнала «Земля и Вселенная», заместитель главного редактора.
В 1966 году защитил кандидатскую диссертацию в МГПИ им. Ленина (научный руководитель проф. Р. В. Куницкий).
В 1960—1970-х годах преподавал методику астрономии в Московском городском институте усовершенствования учителей.
В начале 1990-х годов написал учебник астрономии для 11 класса, выдержавший около 10 изданий.
В 1991 году защитил докторскую диссертацию, представленную в виде научного доклада, в НИИ средств обучения и учебной книги АПН СССР.
С перерывами работал в школах до 2006 года.
Регулярно публиковался в журнале «Наука и жизнь». Автор книг по астрономии для дошкольников и младших школьников.
Скончался 31 марта 2012 года в Москве. Урна с прахом захоронена в колумбарии на Ваганьковском кладбище (секция № 64 В).

## Награды
Награждён медалями СССР и России, Почётными знаками академий (РАЕН, РАКЦ, МАИ), Дипломами, Почётными и благодарственными грамотами АН СССР и РАН, Министерства просвещения (Знаком «Отличник просвещения СССР»), Союза журналистов, издательств («Наука», «Просвещение»).

## Членство в организациях
- Российской академии космонавтики
- Международной академии информатизации
- РАЕН

## Память
В июле 2009 года Международный астрономический союз принял решение назвать астероид 16516, находящийся в главном поясе, Efremlevitan в честь Ефрема Павловича Левитана.

## Основные работы
- Левитан Е. П. Физика Вселенной: экскурс в проблему. М.: Едиториал УРСС, 2004. 181 с.
- Левитан Е. П. Астрономия: Учеб. для 11 кл. общеобразоват. учреждений. М.: Просвещение. 2002. 223 c.
- Левитан Е. П. Методика преподавания астрономии в средней школе. 1965.

Книги для детей
- Левитан Е. П. Алька в Солнечном королевстве. 1999.
- Левитан Е. П. Как Алька с друзьями планеты считал. 1999.
- Левитан Е. П. Странствия Альки и гномов по Млечному Пути. 1999.
- Левитан Е. П. Сказочная Вселенная. М.: Издательский дом Мещерякова, 2010, 512 с.

Подробнее: Книги в каталоге РГБ